# Hütbach (Ascha)
Der Hütbach ist ein 2,8 km langer, linker Zufluss der Ascha im Landkreis Schwandorf in der Oberpfalz in Bayern. Er entspringt im Gallholz am Südwesthang des 602 Meter hohen Heidschlages, südöstlich von Pondorf und fließt in westlicher Richtung. Die ersten ein bis anderthalb Kilometer seines Laufes trägt er den Namen Scheerbach. Scheer bedeutet Maulwurf in der oberpfälzer Mundart. Dann, etwa ab den Weihern bei der Rosentalwiese, wird er Hütbach genannt. Der Hütbach fließt immer in westlicher Richtung. Er unterquert den Bayerisch-Böhmischen Freundschaftsweg, der sich auf der ehemaligen Bahnstrecke Nabburg–Schönsee befindet, und dann die Staatsstraße 2152. Im südlichen Teil von Schneeberg mündet er in die Ascha.